# Una escalera al cielo (cuento)
Una escalera al cielo  es un libro de cuentos del escritor colombiano Mario Mendoza. Con este texto el escritor vuelve por el género del cuento. Esta obra está compuesta por catorce cuentos que nos permiten una visión panorámica de Bogotá. y tiene un aproximado de 15 cuentos

## Publicación
Esta obra fue publicada en el año 2004 por la Editorial Planeta, en esta obra el ganador del Premio Biblioteca Breve 2002 se reencuentra nuevamente con un género por el cual en 1995 había recibido el Premio Nacional de Literatura del Instituto Distrital de Cultura y Turismo por el libro La travesía del vidente.

## Sucesos
Desde múltiples focalizaciones y voces que con su eco llevado a cuesta el autor nos permite entrever una ciudad aparentemente apocalíptica no solo por convertirse en escenario donde el fin parece minar el renacimiento de la ciudad que habitamos en medio de la fisura temporal que termina con el siglo XX y comienza con el siglo XXI. Este libro nos muestra como el tiempo se corrompe como quien guarda en el recuerdo sombras que habrán de ser enlazadas en el eco de sus lamentaciones, sus sufrimientos de adaptación a un espacio ajeno, pero único e irrepetible. Un lenguaje depurado, mimético que llega incluso a prefigurar personajes y escenografías donde la naturaleza corpórea de las voces se hace tangible, palpable y de hecho se metamorfosea hasta revertir el discurso del autor que prefigura, no el final de la ciudad, sino su comienzo. Voces encontradas en un espacio determinado donde proliferan las intenciones malignas que terminan con movilizar al lector a través de la ciudad de su memoria. Una ciudad negada, olvidada y reprimida a través de estereotipos culturales de una metrópoli que maquilla su identidad como si quisiera pasar desapercibida en el nuevo siglo. cada uno de los cuentos podrían ser fragmentados como si sus partes fueran ajenas a sí mismas, pero agrupar los cuentos por temática, visión de mundo, personajes y sucesos, es una mejor manera de armar el mapa de Bogotá que nos presenta el autor para hacemos a una nueva geografía.
En esta obra podemos encontrar una ciudad anónima, de habitantes anónimos, de historias anónimas, pero no por ello ignoradas, desconocidas e insospechadas. Historias cortas que combinadas entre sí escenifican la vida citadina, de modo que podemos sentir el peso de la historia como una trama en la que todos tenemos algo que ver. Una ciudad que sigue en el mismo lugar del mapa, pero que respira de otra manera, muchos años han pasado por sus calles, muchos personajes la han recorrido (nómadas) y una multiplicidad habita en ella, esto requiere de los cinco sentidos para que pueda ser entendida en su gran variedad de significados, tratando de darle razón a la ciudad del eterno lagrimeo celestial. Un ciudad hecha escritura, palabras que caen como fracciones de tiempo que van reelaborando la ciudad. Una Bogotá en la que se concentra una Nación.